# Intel Core
Intel Core je modelové označení mikroprocesorů společnosti Intel střední až vyšší třídy určených pro spotřebitele, nadšence a pro pracovní stanice. Toto označení nahradilo předchozí označení procesorů střední a vyšší třídy Pentium, ze kterého se stalo společně s Celeronem označení nižší třídy procesorů.
Poprvé se toto označení objevilo u procesorů založených na mobilních procesorech Pentium M architektury P6 vydaných v roce 2003. U architektury Intel Core se poté označení Intel Core 2 rozšířilo na všechny spotřebitelské procesory kromě slabších Celeronů a Pentií. Počínaje architekturou Nehalem se objevilo označení Core i5 a Core i7, které značí vyšší střední a vyšší třídu, toto označení (i3, i5, i7 a i9) se používá dodnes. Označení Core i3 se poprvé objevilo u procesorů Westmere a značí nižší střední třídu.
Několik procesorů pro nadšence s architekturou Skylake-X nese označení Core i9.

## Procesory Intel Core

### Pentium M
Kvůli jejich vysoké spotřebě a provozním teplotám nebyly procesory Pentium 4 architektury NetBurst příliš vhodné pro notebooky. Proto byly procesory pro mobilní použití vytvořeny na základě vysoce optimalizové verze procesoru Pentium III Tualatin architektury P6. Intel se rozhodl tyto procesory dále vylepšovat pod názvem Enhanced Pentium M (tedy vylepšené Pentium M), a tak vzniklo jádro Yonah. Na tomto jádře byly vytvořeny jednojádrové procesory Intel Core Solo a dvoujádrové procesory Intel Core 2 Duo, společně s procesory Pentium Dual-Core a Xeon LV/ULV.

### Intel Core 2
V roce 2006 se Intel rozhodl upustit od architektury NetBurst a pokračovat cestou architektury P6, tedy jader Yonah. Podle něj byly tyto procesory nazvány Intel Core 2. Desktopové procesory nesly označení podle počtu jader Core 2 Duo nebo Core 2 Quad, pro nadšence také Core 2 Extreme, se dvěma nebo čtyřmi jádry. Všechny tyto procesory měly také verze pro notebooky, pro které navíc vznikly procesory Core 2 Solo. Společně s nimi se objevily procesory Celeron M, Celeron Dual-Core, Pentium Dual-Core a Xeon (některé modely Xeonu byly až šestijádrové).

### Nehalem
Počínaje architekturou Nehalem bylo zavedeno označení Core i5 a Core i7, které byly později dostupné ve verzi Core i7 Extreme s vyšším taktem a rychlejší sběrnicí. Obě označení patřily čtyřjádrovým desktopovým procesorům. Procesory Core i7 a Core i7 Extreme byly navíc dostupné i ve verzi pro notebooky a využívaly hyper-threading (dále HT), měly tedy osm vláken.

### Westmere
Architektura Westmere byla zmenšením Nehalemu s pomocí 32-nanometrového výrobního procesu. Zavedla označení Core i3. Tyto procesory byly společně s procesory Core i5 dvoujádrové se čtyřmi vlákny. Procesory Core i7 a Core i7 Extreme byly prvními spotřebitelskými procesory od Intelu, které nabídly šest jader, navíc s HT, tedy s 12 vlákny.

### Sandy Bridge a Ivy Bridge
Architektura Sandy Bridge a její následná optimalizace Ivy Bridge zahrnují procesory s označením Core i3 (jsou dvoujádrové se čtyřmi vlákny), procesory Core i5 (čtyřjádrové bez HT) a procesory Core i7 (čtyřjádrové s osmi vlákny). Tento systém modelových řad je používán až do současnosti. Obě generace procesorů později nabídly několik nových procesorů Core i7 a Core i7 Extreme se šesti jádry a 12 vlákny.

### Haswell a Broadwell
Haswell a Broadwell využívají stejný systém počtu jader a vláken pro procesory Core i3, Core i5 a Core i7 jako dvě předchozí generace. Navíc nabídly verze Haswell-E a Broadwell-E, které vyšly později, využívají jinou patici a nabízí šest, osm a v případě Broadwellu i deset jader s HT.

### Skylake a Kaby Lake
Skylake a Kaby Lake používají stejný systém pro Core i3, Core i5 a Core i7 jako předchozí čtyři generace. Kaby Lake je první generací od dob NetBurstu, která má Pentia vybavená HT. V květnu 2017 Intel oznámil, že chystá novou řadu high-endových procesorů doprovázenou novým chipsetem a socketem. Dva nesou kódové označení Kaby Lake-X s modelovým označením Core i5 a Core i7. Ty mají stejný počet jader a vláken jako běžné procesory s tímto označením. Zbylé procesory jsou označeny Skylake-X a spadají pod modelové řady Core i7 a Core i9. Jejich rozsah počtu jader se pohybuje mezi 6 a 18. Jedná se o první procesory, které jsou oficiálně označeny jako Core i9.

### Coffee Lake a Coffee Lake Refresh
Coffee Lake a Coffee Lake Refresh stejná označení, jako u předchozích generaci, pouze navýšení taktů a počtu jader. Tedy Core i3 nově čtyřjádra bez HT (refresh verze přidává boost). Core i5 je šestijádro bez HT. Core i7 je šestijádro s HT u Coffee Lake, refresh verze pak osmijádro bez HT. Nově přibyly procesory i9 - osmijádra s HT. Nově také verze procesorů s písmenem F označujícím deaktivovanou integrovanou grafickou kartu. V high-end segmentu pak následují procesory Core i9 Skylake a Cascade Lake - desetijádra, dvanáctijádra, čtrnáctijádra a osmnáctijádra s HT. Plánovaný je taky dvacetidvoujádrový procesor s HT.